# Ecnomus kakrimae
Ecnomus kakrimae är en nattsländeart som beskrevs av Francois-Marie Gibon 1992. Ecnomus kakrimae ingår i släktet Ecnomus och familjen trattnattsländor. Inga underarter finns listade i Catalogue of Life.